# ロボショット
ロボショット (ROBOSHOT) は、ファナックが製造・販売する、電動射出成形機である。最新機種はα-SiAシリーズである。
主にレンズや医療品の精密成形に用いられている。

## 特徴
- 基幹部品であるCNC、サーボモータ、アンプが内製化されており、ファナックの最先端のサーボ技術が応用されている。
- 型締力15トンから300トンまでの7機種をラインナップしている[2]。型締力450トンのα-S450iAも発表されている[3]。
- 精密成形を得意としている。
- 同社製の産業用ロボットとの連携機能により、成形品の自動検査・自動整列を比較的容易に行える。
- 同社の第二射出装置を搭載することで、多材成形にも対応可能[4]。
- Preferred Networksと共同開発した「AIバックフローモニタ」機能により、逆流防止弁の予防保全が可能としている[5]。